# Tatjana Jurjewna Kaschirina

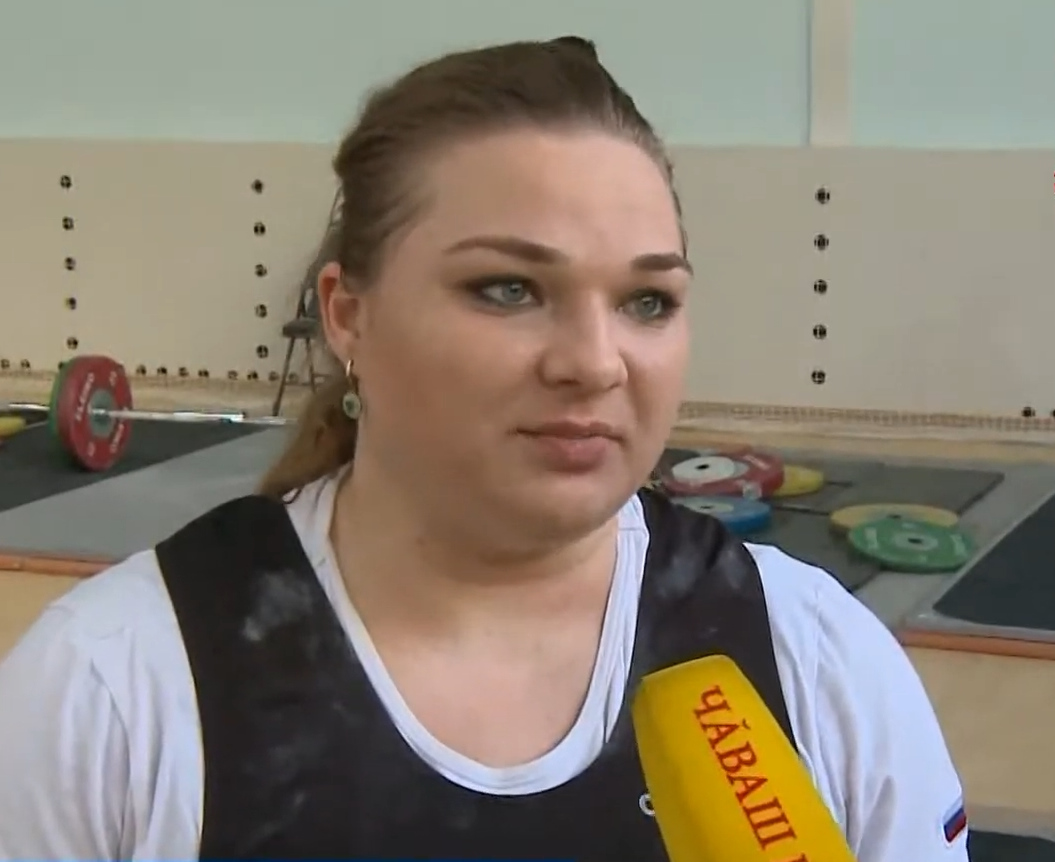
2017

Tatjana Jurjewna Kaschirina (russisch Татьяна Юрьевна Каширина, engl. Transkription Tatyana Kashirina; * 24. Januar 1991 in Noginsk) ist eine russische Gewichtheberin. Sie wurde 2009 Vizeweltmeisterin und 2009, 2010 und 2012 Europameisterin in der Gewichtsklasse über 75 kg Körpergewicht.

## Werdegang
Bereits mit 14 Jahren startete Kaschirina im Jahre 2005 bei den Europameisterschaften der Junioren (U16) in Sofia und belegte in der Gewichtsklasse bis 58 kg mit 174 kg (78–96) im Zweikampf den dritten Platz hinter Meline Dalusjan, Armenien, 197 kg und Roxana Cocoș, Rumänien, 195 kg. Ein Jahr später wurde sie bei den Junioren-Europameisterschaften in Palermo in der Gewichtsklasse bis 69 kg mit 214 kg (97–117) Siegerin vor Tatjana Schukowa aus der Ukraine, die auf 208 kg kam.

### Dopingsperre 2006
Unmittelbar nach diesen Europameisterschaften wurde Tatjana Kaschirina bei einer Dopingkontrolle positiv getestet. Sie wurde daraufhin bis zum 8. September 2008 gesperrt.
Eine Woche nach dem Ende ihrer Dopingsperre startete sie bei den Junioren-Europameisterschaften in Durrës/Albanien. Sie war zwischenzeitlich in die Gewichtsklasse über 75 kg Körpergewicht hineingewachsen, in der sie nunmehr immer startete und siegte in Durres ganz überlegen mit einer Zweikampfleistung von 270 kg (120–150) vor Julia Katschajewa, Russland, 231 kg (103–128).
2009 siegte sie dann bei den Europameisterschaften der Senioren in Bukarest. Sie erzielte dort im Zweikampf 280 kg (125–155) und lag mit dieser Leistung vor Natalja Gagarina, Russland, 253 kg (110–143) und Julija Dowhal, Ukraine, 252 kg (111–141). Einige Wochen später erzielte sie beim Russland-Cup in Wladikawkas mit 292 kg (127–165) neue Junioren-Europarekorde im Zweikampf und im Stoßen und löste Agata Wróbel aus Polen ab.
Zum Höhepunkt in ihrer bisherigen Laufbahn wurde der Start bei den Weltmeisterschaften 2009 in Goyang/Südkorea. Zwar konnte sie in der Zweikampfwertung die überragende Gewichtheberin der letzten Jahre in dieser Gewichtsklasse die Olympiasiegerin Jang Mi-ran aus Südkorea nicht gefährden, sie schaffte aber im Reißen die kleine Sensation diese Heberin mit 138 kg zu 136 kg zu besiegen und somit neue Weltmeisterin zu werden. Im Zweikampf erzielte sie 303 kg (138–165), Jang Mi-ran kam auf 323 kg (137–198).
Im Jahre 2010 wurde sie in Minsk erneut Europameisterin in der Gewichtsklasse über 75 kg Körpergewicht. Sie erzielte dort im Zweikampf 297 kg (135–162), gewann damit alle drei Titel und kam zu einem überlegenen Sieg vor der Olympiazweiten von 2008 Olha Korobka aus der Ukraine, die bei einem um 76,20 kg höheren Körpergewicht 273 kg (123–150) erreichte.

## Internationale Erfolge
| Jahr | Platz | Wettbewerb                     | Gewichtsklasse | |
| 2005 | 3.    | Junioren-EM (U16) in Sofia     | bis 58 kg      | mit 174 kg (78–96), hinter Meline Dalusjan, Armenien, 197 kg (88–109) und Roxana Cocoș, Rumänien, 195 kg (83–112)             |
| 2006 | 1.    | Junioren-EM in Palermo         | bis 69 kg      | mit 214 kg (97–117), vor Tatjana Schukowa, Ukraine, 208 kg u. Katarzyna Ostapska, Polen, 196 kg                               |
| 2008 | 1.    | Junioren-EM in Durres/Albanien | über 75 kg     | mit 270 kg (120–150), vor Julia Katschajewa, Russland, 231 kg (103–128) und Viktoria Mavridou, Griechenland, 230 kg (107–130) |
| 2009 | 1.    | EM in Bukarest                 | über 75 kg     | mit 280 kg (125–155), vor Natalja Gagarina, Russland, 253 kg (110–143) und Julija Dowhal, Ukraine, 252 kg (111–141)           |
| 2009 | 2.    | WM in Goyang/Südkorea          | über 75 kg     | mit 303 kg (138–165) hinter Jang Mi-ran, Südkorea, 323 kg (136–187), vor Meng Suping, China, 296 kg (131–165)                 |
| 2010 | 1.    | EM in Minsk                    | über 75 kg     | mit 297 kg (135–162), vor Olha Korobka, Ukraine, 273 kg (123–150)                                                             |
| 2010 | 1.    | WM in Antalya                  | über 75 kg     | mit 315 kg (145–170) vor Suping Meng, China, 310 kg (131–179) und Jang Mi-ran, Korea, 309 kg (130–179)                        |
| 2011 | 2.    | WM in Paris                    | über 75 kg     | mit 322 kg (147–175) hinter Zhou Lulu, China, 328 kg (146–182), vor Olha Korobka, Ukraine, 284 kg (127–157)                   |
| 2012 | 1.    | EM in Antalya                  | über 75 kg     | mit 328 kg (145–183) vor Julia Konowalowa mit 274 kg (21–153) und Julija Dowhal aus Aserbaidschan mit 273 kg (123–150)        |
| 2012 | 2.    | OS in London                   | über 75 kg     | mit 332 kg (151–181) hinter Zhou Lulu, 333 kg (146–187), vor Hrisipe Churschudjan, Armenien, 294 kg (128–166)                 |

## WM und EM: Einzelmedaillen
- WM-Goldmedaillen: 2009/Reißen, 2010/Reißen, 2011/Reißen
- WM-Silbermedaillen: 2009/Stoßen, 2011/Stoßen
- WM-Bronzemedaillen: 2010/Stoßen
- EM-Goldmedaillen: 2009/Reißen, 2009/Stoßen, 2010/Reißen, 2010/Stoßen

## Erläuterungen
- alle Wettbewerbe im Zweikampf, bestehend aus Reißen und Stoßen
- WM = Weltmeisterschaften
- EM = Europameisterschaften
- U16
- KG = Körpergewicht